# Phaonia curvipes
Phaonia curvipes este o specie de muște din genul Phaonia, familia Muscidae. A fost descrisă pentru prima dată de Stein în anul 1920. Conform Catalogue of Life specia Phaonia curvipes nu are subspecii cunoscute.